# Philippe Bidabé
Pas d'image ? Cliquez ici

a Compétitions nationales et continentales officielles uniquement.

b Matchs officiels uniquement.
Dernière mise à jour le 29 juillet 2025.
Philippe Bidabé, né le 13 janvier 1978 à Bayonne (France), est un joueur international français de rugby à XV, qui évoluait au Biarritz olympique aux postes d'ailier ou de centre.

## Biographie
Formé à l'US Cambo, Philippe Bidabé rejoint le Biarritz olympique en cadets et dispute son premier match en équipe première lors de la saison 1995-1996 alors qu'il n'est qu'en Crabos. Il reste fidèle au BO durant toute sa carrière professionnelle jusqu’en 2011. Figure historique du club, il est le seul joueur ayant disputé toutes les finales du club dans les années 2000 (Coupe de France Yves-du-Manoir en 2000, Coupe de la Ligue en 2002, Championnat de France en 2002, 2005 et 2006, Coupe d'Europe en 2006 et 2010).
Philippe Bidabé dispute son premier test match avec l'équipe de France le 10 juillet 2004 contre l'équipe du Canada. Il est rappelé en sélection par Bernard Laporte pour affronter la Roumanie le 17 juin 2006.
Il termine sa carrière à l’automne 2011 après un dernier contrat de joker Coupe du monde pour pallier l’absence des internationaux.
Il devient par la suite entraîneur des espoirs du Biarritz olympique.
Philippe Bidabé a disputé 61 matchs en compétitions européennes, dont 54 en Coupe d'Europe et 7 en Challenge européen.

## Palmarès

### En club
- Vainqueur de la Coupe de France Yves-du-Manoir en 2000 avec le Biarritz olympique.
- Vainqueur du Championnat de France en 2002, 2005 et 2006 avec le Biarritz olympique.
- Finaliste de la Coupe de la Ligue en 2002 avec le Biarritz olympique.
- Finaliste de la Coupe d'Europe en 2006 et 2010 avec le Biarritz olympique.

### En équipe nationale
- Vainqueur du Championnat du monde universitaire en 2000 avec l'équipe de France universitaire.

## Statistiques en équipe nationale

### En équipe de France
- 2 sélections avec le XV de France de 2004 à 2006.

### En équipe de France A
- France A : 2 sélections en 2005-2006 (Irlande A et Italie A).